# Dennis Oppenheim
Ne doit pas être confondu avec Meret Oppenheim.
Dennis Oppenheim, né le 6 septembre 1938 à Electric City, État de Washington (États-Unis), et mort à New York, le 22 janvier 2011, est un artiste contemporain américain.

## Biographie
Dennis Oppenheim naît à Electric City dans l'État de Washington, le 6 septembre 1938. En 1964 il est diplômé d'un Bachelor of fine arts au California College of Fine Arts and Crafts d'Oakland puis d'un Master of Fine Arts à l'université Stanford de Palo Alto (Californie) en 1965.
Oppenheim s'intéresse à la fonction de l'art et au rôle de l'artiste. Plus connu comme artiste du Land art, il est aussi un artiste conceptuel et il a une pratique de l'art corporel. Il se distingue en cela des autres Land artistes, comme Michael Heizer ou Robert Smithson qui cherchaient dans leur confrontation avec la nature l'acte héroïque. Oppenheim ne cherche pas la pérennité des œuvres. Son travail intègre une dimension sociale et politique.
Dennis Oppenheim a rencontré Robert Smithson et Vito Acconci à New York à la fin des années 1960. Le questionnement de ces deux artistes sur l'objet, la critique du marché de l'art, les espaces de circulation, va permettre à Dennis Oppenheim de travailler dans un espace esthétique ouvert et en changement.
Avec comme point de départ, la mise en avant du processus de création en s'appuyant sur une solide base théorique et intellectuelle, Dennis Oppenheim va s'interroger sur la fabrication rapide de l'œuvre sans se soucier du produit fini, sans créer d'objets ; sur le fonctionnement du monde l'art sans rester dedans ; sur la place des structures sensitives.
Dans les années 1967-1969, D. Oppenheim intervient sur la glace. Avec Annual Rings (1968), il dessine des cercles concentriques sur la glace, de chaque côté d'un cours d'eau. Boundary Split (1968), il creuse la glace pour faire jaillir l'eau. 
Il utilise aussi la charrue ou un tracteur, dans Directed seeding (1969) ou Cancelled Crop (1969).
Il pose ainsi le problème de l'intervention de l'homme dans la nature. Pour conserver des traces de ces interventions, il utilise la photographie ou le film cinématographique, posant dès lors le statut de l'utilisation de ces traces.
Dennis Oppenheim donne un double statut à ses photographies et à ses films. Ils sont à la fois documents et œuvres.
À partir de 1970, il utilise des photographies dans des collages de textes et de cartes. Ceux-ci sont suffisamment ouverts pour permettre au spectateur de réinterpréter l'intervention et de devenir à son tour un lieu d'expérimentation et de réflexion.
De 1969 à 1972, Dennis Oppehiem met en scène son propre corps. Par exemple, dans Material interchangeable (1970), il écrase un ongle entre les planches du parquet d'une galerie. Dans Protection (1971), il place des chiens policiers devant l'entrée du musée de Boston
reliant ainsi, dressage et menace, artiste et chien, domaine social et musée. Avec Parallèle Stress, il maintient en équilibre son corps entre deux blocs de béton.
À partir de 1972, il n'apparaît plus dans ses œuvres. Il fait des mises en scène d'objets de façon à créer un état d'angoisse physique et mentale chez le spectateur. Ainsi dans Falling Room (1979), il lâche une cage métallique dans une structure d'aluminium, placée à côté d'un immeuble ; la cage est lâchée après un tractage très lent  au sommet de l'immeuble et une courte immobilisation.
Il considère, dès lors, que la pensée diminue dans la réalisation de l'œuvre.
Ce qui l'amène à concevoir des « usines », gigantesques machines visuelles, dès 1980. Installation et sculpture, elles doivent fonctionner sur le même plan que l'énergie de l’esprit .
Il meurt le 21 janvier 2011 des suites d'un cancer du foie à l'âge de 72 ans, laissant inachevé un projet monumental pour la ville de Las Vegas.
Il repose au Green River Cemetery à East Hampton (New York).

## Œuvres
- La Guillotine, 1985, installation en acier et en verre, Symposium national de sculpture monumentale métallique, Thiers
- Directed Harvest, 1968, photographies en noir et blanc et en couleur, 102 × 76 cm, musée d'art de Toulon.
- A Station for Fueling (projet pour L.A.I.C.A Los Angeles), 1980, crayon et crayon de couleur sur papier, 96,5 × 126,5 cm, musée d'art de Toulon.
- Revolving kissing Racks, installation en acier, bois, plastique, résine, moteurs électrique.

## Expositions
- 1968 : Earthworks, New York, Dwan Gallery
- 1969 : Earth Art, Ithaca, université Cornell, Andrew Dickson White Museum of Art

When attitudes became form, Berne, Kunstahalle
- 1973 : San Francisco, Museum of contemporary art
- 1979 : Paris, musée d'art moderne de la ville de Paris
- 1981 : Genève, galerie Malacorda

New York, Galerie Sonnabend
- 1983 : New York, Whitney Museum of American Art

Genève, galerie Eric Franck
- 1990 : New York, John Gallery

Cologne, galerie Berndt+Krips
Bruxelles, Liverpool Gallery
- 1991 : Dennis Oppenheim, selected works 1967-90, New York, P.S.1 Museum
- 1995 : Milan, Ierimonti Gallery
- 1996 : Genève, Mamco
- 2011 : musée d'art moderne de Saint-Étienne Métropole

## Sources
- Dictionnaire multimédia de l'art moderne et contemporain, CD-ROM, éd. Hazan, Videomuseum, RMN, Akal, 1996